# Södertälje
Södertälje (  pronúncia) é uma cidade sueca do leste da província histórica da Södermanland, situada a 30 km a sudoeste da cidade de Estocolmo.                                                                                  

Tem uma localização central entre as cidades de Estocolmo, Nyköping e Strängnäs, e está distribuída pelos dois lados da grande comporta de Slussen, no canal de Södertälje que liga o lago Mälaren ao mar Báltico. 

É um antigo centro comercial desde o tempo dos vikings, e nos nossos dias um importante centro industrial e portuário, com uma grande população imigrante.

Tem uma área de 24,66 km² e uma população de 76 320 habitantes (2021).

É a sede do município de Södertälje, pertencente ao condado de Södermanland.

## Etimologia e uso
O nome geográfico Södertälje deriva do nome original Tälje – o antigo braço de água através do vale que separa a ilha de Södertörn da terra firme da Södermanland. Mais tarde, o nome foi modificado para Södertälje em demarcação à posterior cidade de  Norrtälje.

Em textos em português costuma ser usada a forma original Södertälje.

| “ | Södertälje é uma cidade sueca situada na província histórica de Södermanland (uma das 25 províncias históricas do país)… | ” |

## História

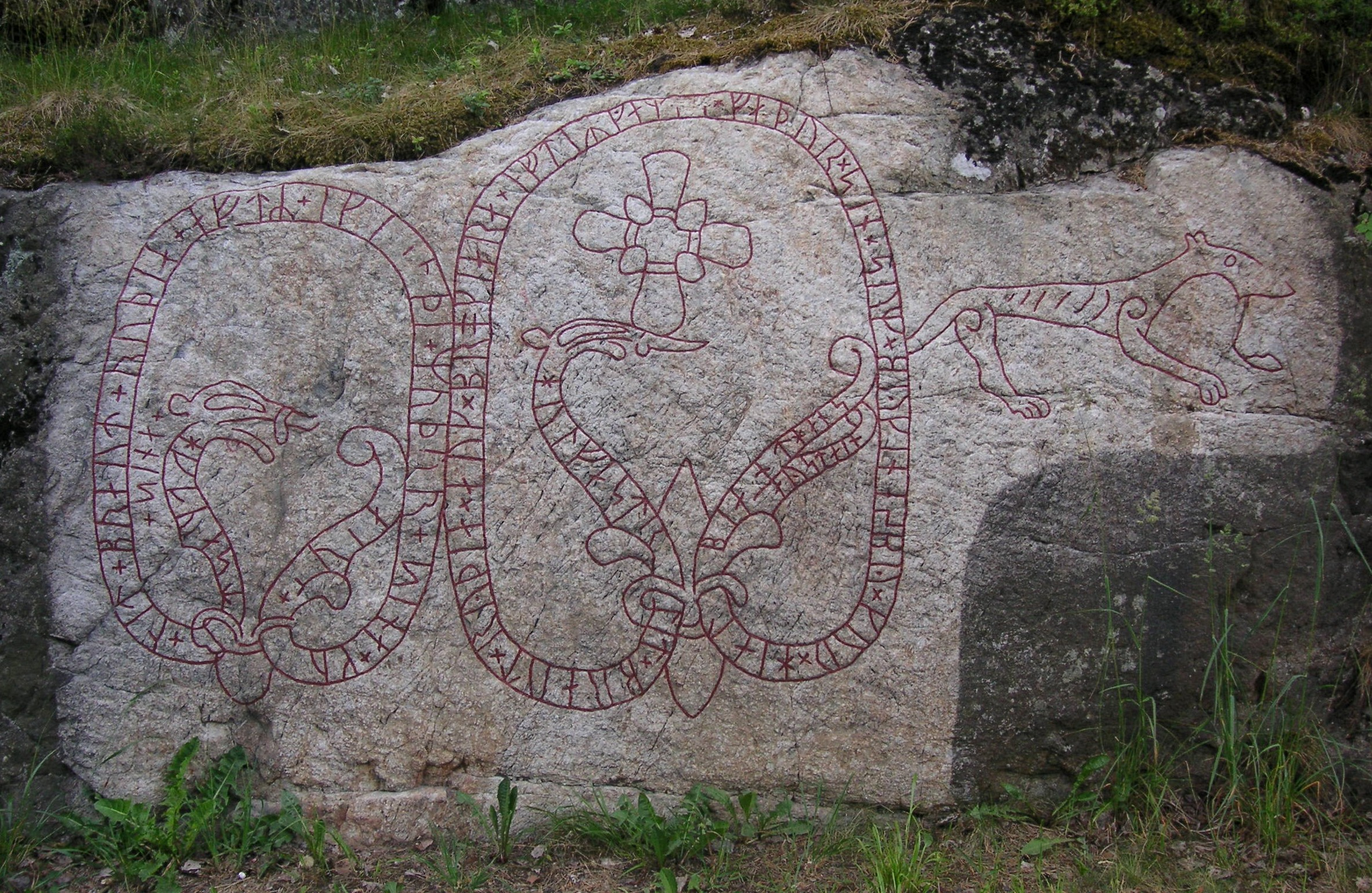
Pedra rúnica de Holmfast (1050-1080) cita a construção da estrada de Södertälje a Näsby.

A atual Södertälje era conhecida na era viking pelo nome Tälje, sendo então um centro de comércio da região.
Recebeu o título de cidade (stadsprivilegier) no século XIV.

Por volta de 1600, teve um período de grandeza, seguido de um declínio a partir de 1636.

Recebeu o seu novo nome Södertälje em 1622, aquando da fundação de Norrtälje.
Com a abertura do canal de Södertälje e a chegada da via férrea no século XIX, a cidade adquiriu grande força industrial,que conseguiu manter até aos nossos dias. Tornou-se igualmente um importante centro de serviços.  

## Comunicações
Södertälje é um importante nó rodoviário e ferroviário, atravessada pelo canal de Södertälje e albergando as instalações portuárias nos dois lados do canal.

| - Estradas europeias: E4 (Haparanda-Estocolmo-Helsingborg), E20 (Malmö-Gotemburgo-Estocolmo) - Ferrovias: Ligações ferroviárias a Estocolmo, Gotemburgo, Malmö, Eskilstuna e ainda a Oslo (Noruega) e Copenhaga (Dinamarca) - Canais: Canal de Södertälje - Portos: Porto de Södertälje (Södertälje hamn), Porto do Mälaren (Mälarehamnen) |

## Economia
O canal de Södertälje e a sua posição geográfica como nó rodoviário e ferroviário tiveram particular importância na industrialização da cidade de Södertälje. Hoje em dia, a sua economia está dominada pela indústria manufatureira (Scania AB, caminhões e ônibus, e AstraZeneca, medicamentos). Têm ainda particular relevo como empregadores a própria Comuna de Södertälje e a Região Sörmland, assim como a rede empresarial do movimento antroposófico em Järna.

## Ensino
A cidade conta com ensino superior básico, oferecido à distância, pelo Instituto Real de Tecnologia de Estocolmo (Kungliga Tekniska högskolan), no Centro de Ensino de Södertälje (Lärcentrum i Södertälje), e dispõe igualmente de ensino técnico superior profissional (yrkeshögskola), oferecido no Campus Telge, localizado no Parque da Ciência de Södertälje (Södertälje Science Park).

Södertälje possuí uma rede de escolas de ensino básico e secundário, e dispõe igualmente de educação de adultos (Komvux), ensino superior popular (folkhögskola), ensino técnico superior profissional (yrkeshögskola) e ensino superior.

| - Universidades: Ensino à distância, pelo Instituto Real de Tecnologia de Estocolmo (Kungliga Tekniska högskolan) - Ensino técnico superior profissional: Campus Telge, no Parque da Ciência de Södertälje (Södertälje Science Park) - Ensino superior popular: Escola Superior Popular de Hagabergs (Hagabergs folkhögskola), Escola Superior Popular de Santa Brígida (S:ta Birgittas folkhögskola), Escola Superior Popular de Santo Inácio (Sankt Ignatios folkhögskola) |

## Desporto

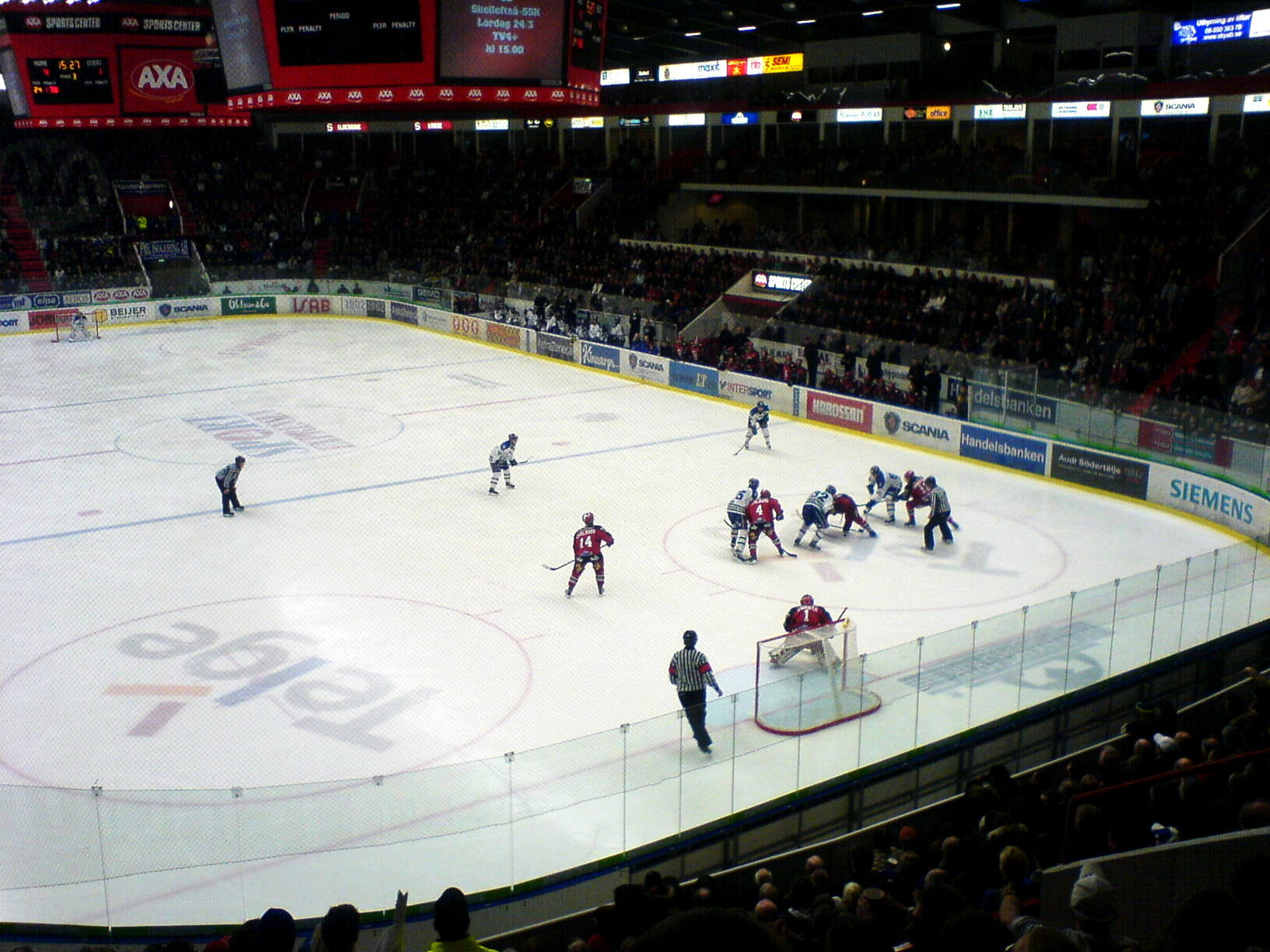
O Södertälje SK no Scaniarinken

Entre os desportos mais em destaque em Gävle, estão o hóquei no gelo, o basquetebol e o futebol. 
Os clubes mais destacados são o Södertälje SK (hóquei no gelo), o Södertälje Kings (basquetebol), e o   Syrianska FC (futebol). Björn Borg é o maior tenista de todos os tempos da cidade.
O Scaniarinken (hóquei no gelo), o Pavilhão Täljehallen (Täljehallen; basquetebol) e a Arena de Futebol de Södertälje (Södertälje Fotbollsarena; (futebol)  costumam ser indicadas entre as suas arenas desportivas mais importantes.

| - Clubes - Södertälje SK (hóquei no gelo) - Södertälje Kings (basquetebol) - Syrianska FC (futebol) - Assyriska FF (futebol) - Arenas - Scaniarinken (hóquei no gelo) - Pavilhão Täljehallen (Täljehallen; basquetebol) - Arena de Futebol de Södertälje (Södertälje Fotbollsarena; futebol) |

## Galeria

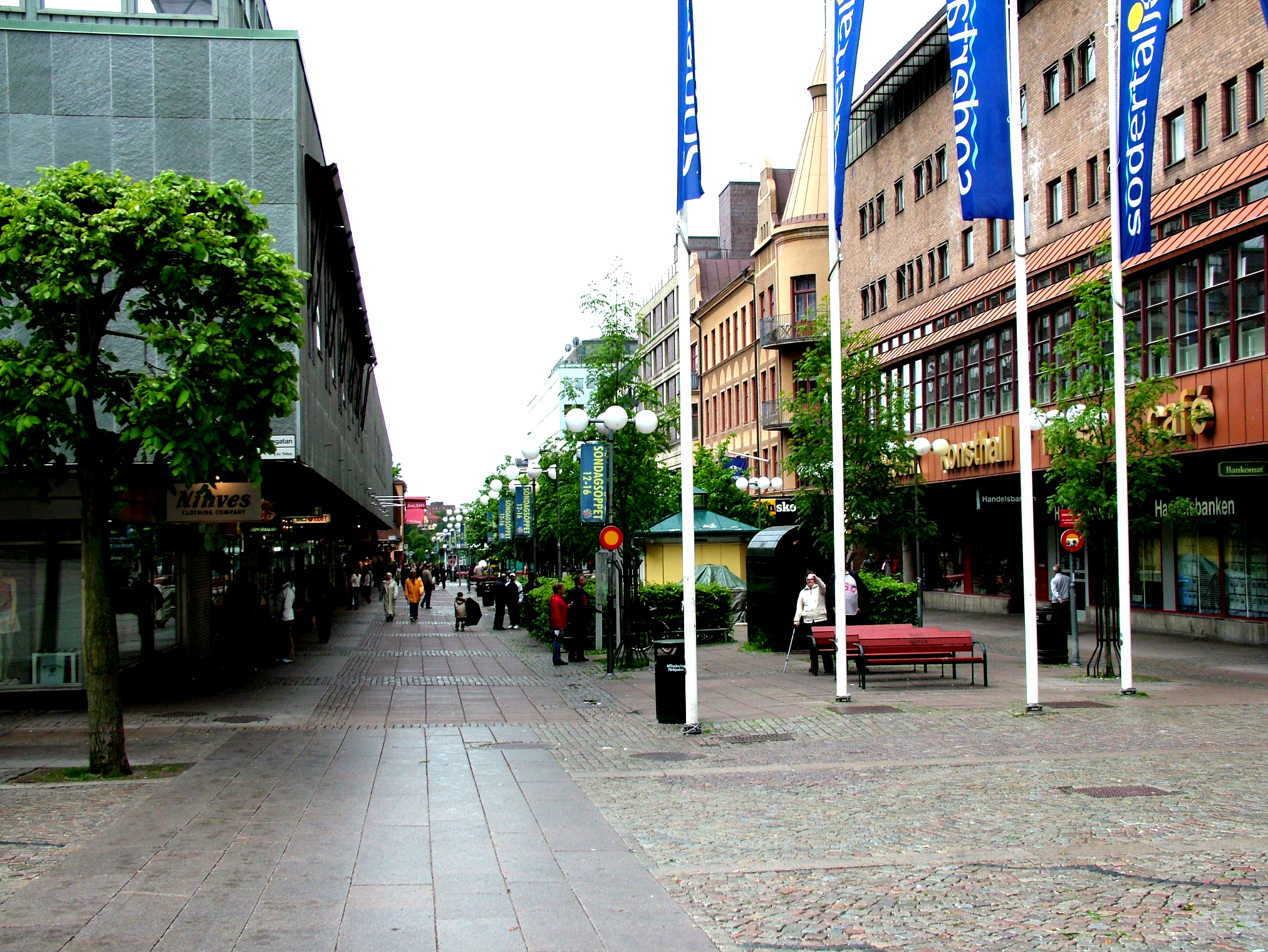
A rua pincipal Storgatan
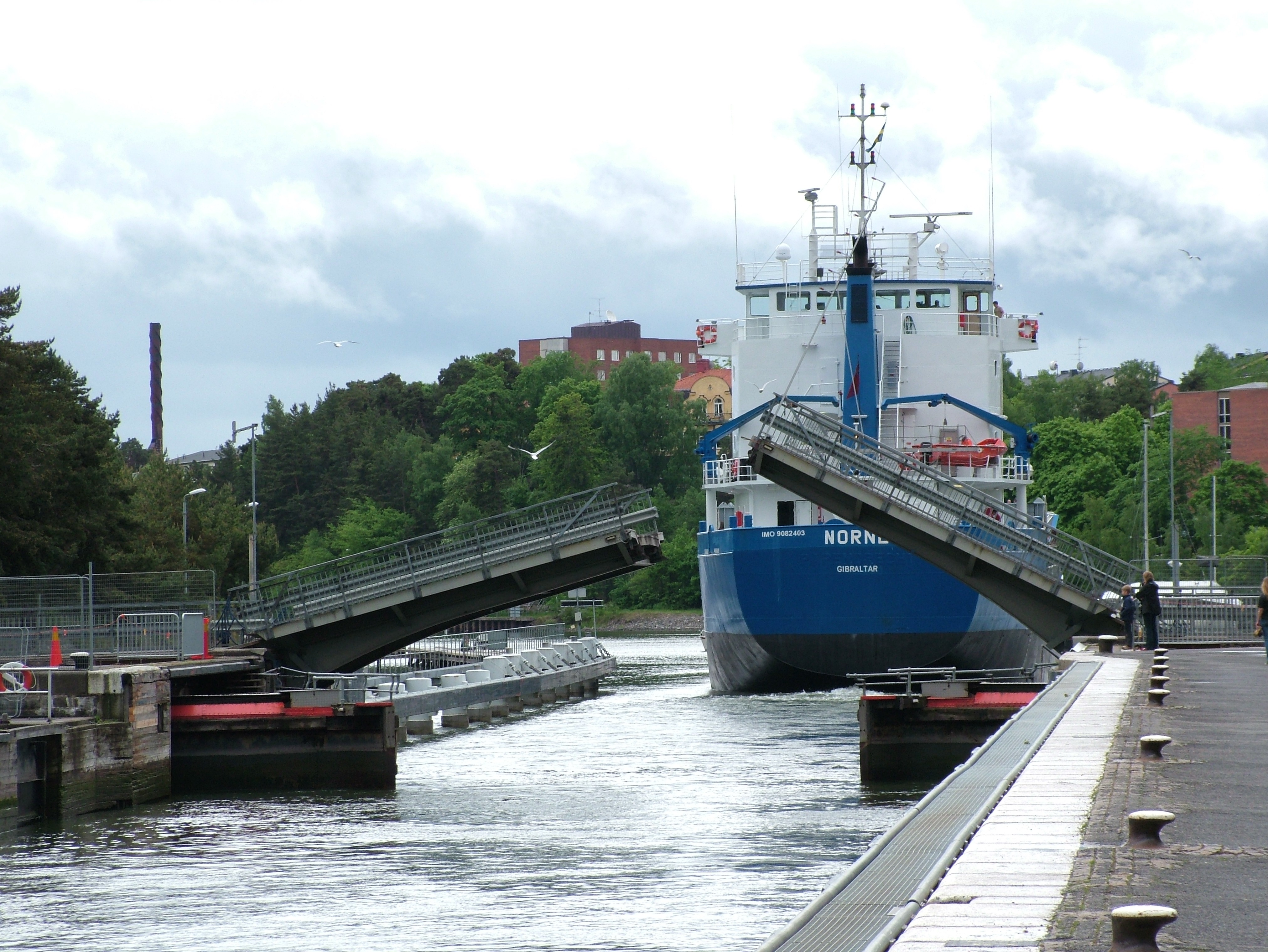
A comporta do canal de Södertälje
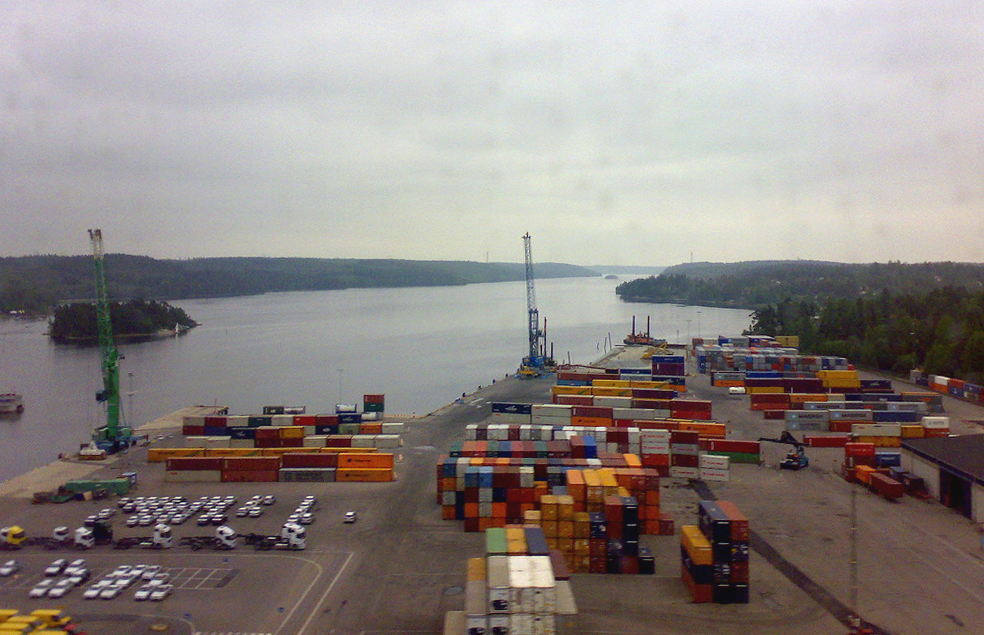
O porto de Södertälje
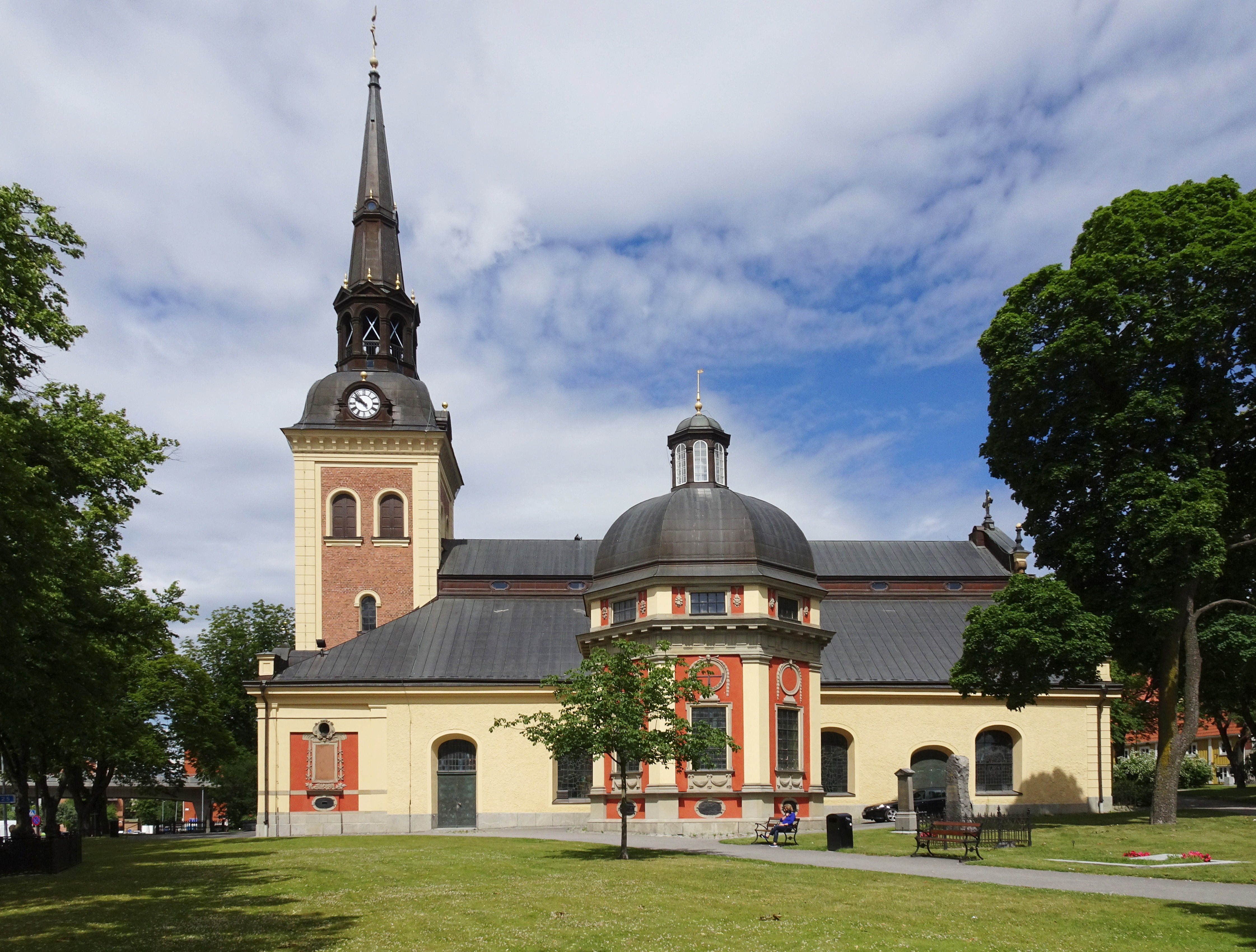
A igreja de Santa Ragnhild
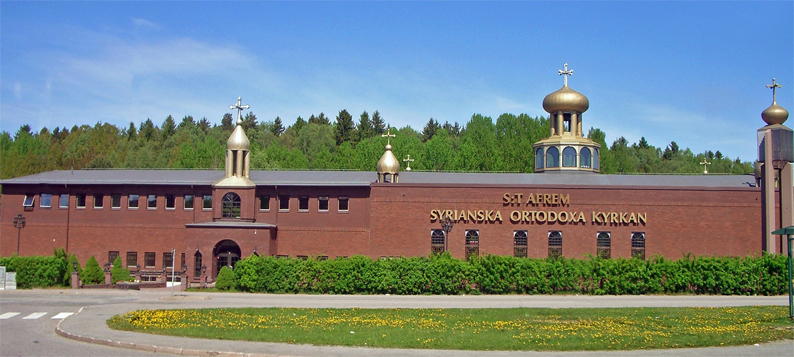
A igreja ortodoxa síria
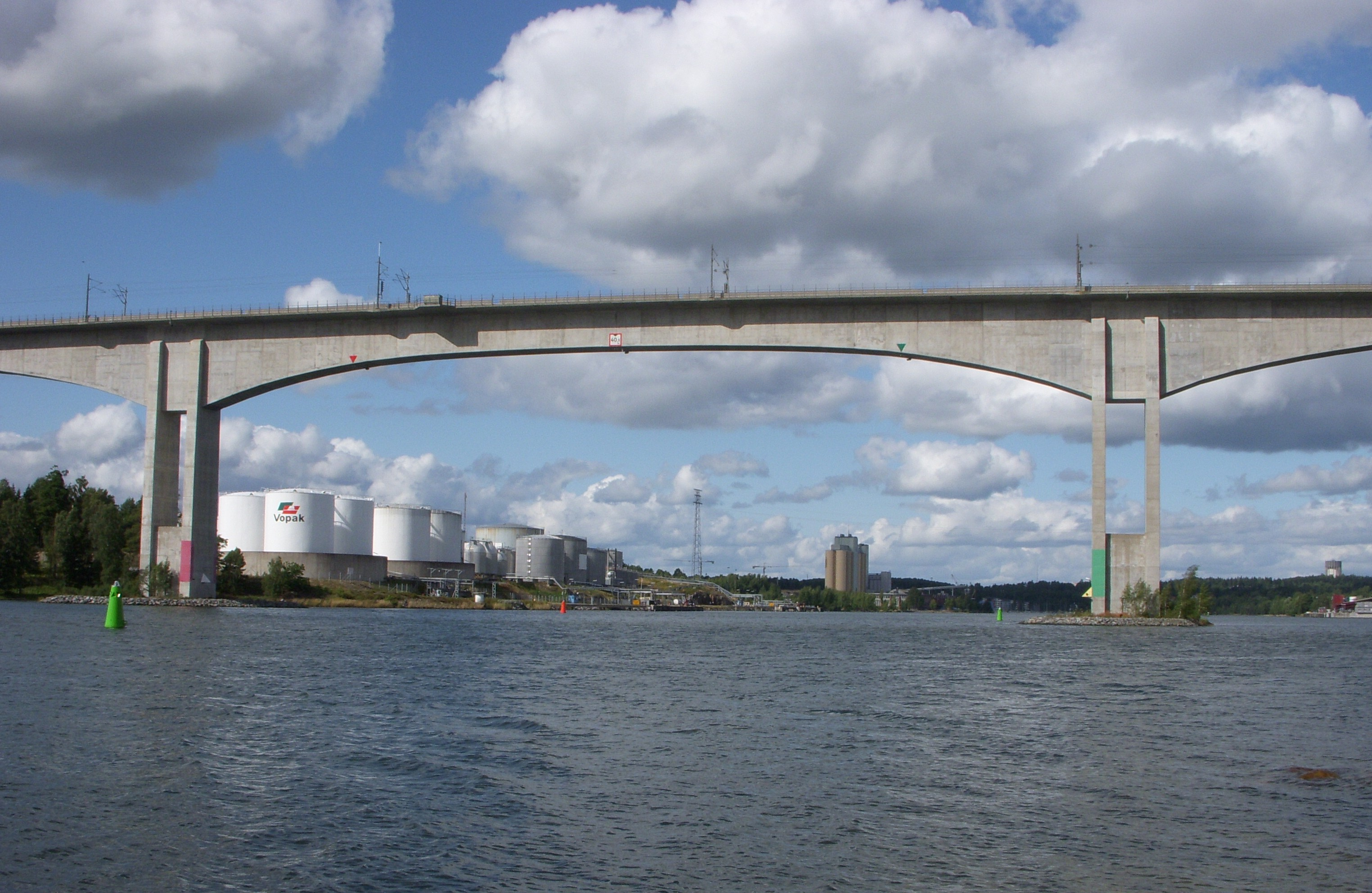
A ponte Igelstabron